# Havza (district)
Havza is een Turks district in de provincie Samsun en telt 48.615 inwoners (2007). Het district heeft een oppervlakte van 771,0 km². Hoofdplaats is Havza.
De bevolkingsontwikkeling van het district is weergegeven in onderstaande tabel.
| 1997   | 2000   | 2007   |
| ------ | ------ | ------ |
| 56.365 | 53.512 | 48.615 |